# Crazy for You (singel Madonny)
Crazy for You – utwór muzyczny amerykańskiej piosenkarki Madonny. Ballada ta stanowiła ścieżkę dźwiękową do filmu Zwariowałem dla ciebie (ang.Vision Quest), gdzie Madonna zagrała małą rolę piosenkarki w klubie.

## Tło
„Crazy for You” to utwór autorstwa Johna Bettisa and Jona Linda. Producenci Jon Peters i Peter Guber wraz z reżyserem muzycznym Philem Ramone zaprosili artystkę do współpracy, po wysłuchaniu jej wcześniejszych nagrań. Pierwsze sesje nagraniowe nie zrobiły wrażenia na Bettis i Lindzie. Jednocześnie czuli, że utwór nie pojawi się na ściezce dźwiękowej filmu. Kolejna próba zarejestrowania piosenki udała się zgodnie z ich oczekiwaniami.
Piosenka zapoczątkowała nowy kierunek muzyczny dla Madonny, ponieważ wcześniej nie wydała ballady na singlu. W nagraniu wykorzystana została harfa i syntezator. Lirycznie piosenka mówi o pożądaniu seksualnym między dwojgiem kochanków.

## Osiągnięcia
Madonna za piosenkę otrzymała pierwszą nominację do nagrody Grammy kategorii Najlepszy popowy wokal kobiecy w 1986 roku. Singiel stał się jej drugim numerem jeden na amerykańskim Billboard Hot 100 i osiągnął szczyt na listach przebojów Australii i Kanady. Zadebiutował również na drugim miejscu w Irlandii, Nowej Zelandii i Wielkiej Brytanii, gdzie został wydany dwukrotnie, raz w 1985 i ponownie w 1991 roku.

## Wykonania na żywo
Madonna wykonywała piosenkę podczas tras The Virgin (1985), Re–Invention (2004) oraz podczas niektórych koncertów Rebel Heart (2016). Występ z trasy The Virgin został wydany na VHS i LaserDisc, z kolei wykonanie z trasy Re-Invention, nie zostało wydane na DVD.

## Teledysk
Wideoklip zawiera fragmenty filmu Vision Quest. Przedstawia również Madonnę wykonującą ten utwór na scenie w klubie.

## Notowania
| Terytorium        | Notowanie                          | Pozycja |
| ----------------- | ---------------------------------- | ------- |
| Stany Zjednoczone | Billboard Hot 100                  | 1       |
| Stany Zjednoczone | Hot 100 Single Sales               | 2       |
| Stany Zjednoczone | Hot 100 Airplay                    | 1       |
| Stany Zjednoczone | Adult Contemporary                 | 2       |
| Stany Zjednoczone | Hot R&B/Hip Hop Singles and Tracks | 80      |
| Stany Zjednoczone | UK Singles                         | 2       |
| Australia         | nieznana                           | 1       |
| Kanada            | nieznana                           | 1       |
| Japonia           | nieznana                           | 4       |
| Belgia            | nieznana                           | 13      |
| Europa            | European Hot 100 Singles           | 6       |
| Nowa Zelandia     | nieznana                           | 2       |
| Niemcy            | nieznana                           | 26      |
| Irlandia          | nieznana                           | 2       |
| Austria           | nieznana                           | 23      |
| Francja           | nieznana                           | 47      |
| Norwegia          | nieznana                           | 8       |
| Szwajcaria        | nieznana                           | 16      |
| Szwecja           | nieznana                           | 17      |
| Włochy            | nieznana                           | 15      |